# 20822 Lintingnien
20822 Lintingnien è un asteroide della fascia principale. Scoperto nel 2000, presenta un'orbita caratterizzata da un semiasse maggiore pari a 2,5443615 UA e da un'eccentricità di 0,0956554, inclinata di 5,06203° rispetto all'eclittica.